# Paramphiascella hyperborea
Paramphiascella hyperborea is een eenoogkreeftjessoort uit de familie van de Miraciidae. De wetenschappelijke naam van de soort is voor het eerst geldig gepubliceerd in 1903 door Thomas Scott.